# Mitsuki Saito
Mitsuki Saito (齊藤 未月 Saito Mitsuki?), född 10 januari 1999 i Kanagawa prefektur, är en japansk fotbollsspelare som spelar för Rubin Kazan, på lån från Shonan Bellmare.

## Klubbkarriär
I december 2020 lånades Saito ut av Shonan Bellmare till ryska Rubin Kazan på ett 1,5 års låneavtal med start i januari 2021.

## Landslagskarriär
I maj 2019 blev han uttagen i Japans trupp till U20-världsmästerskapet 2019.